# Sophie Delemer
Pour les articles homonymes, voir Delemer.
Sophie Delemer, née le 27 juin 1967 à Sens, est une triathlète française. Elle est notamment sacrée double championne de France longue distance en 1998 et 2001, et remporte l'Ironman France en 2004.

## Biographie

### Jeunesse
Sophie Delemer naît et grandit à Sens, ou elle fait des études en sciences économiques. Elle pratique tout d'abord la natation et commence le triathlon en suivant sa sœur, elle-même initié à ce sport par son ami dans la vie.

### Carrière professionnelle
Sophie Delemer fait ses débuts internationaux lors des championnats du monde de triathlon 1989 à Avignon, où elle termine 35e. Elle fait son premier résultat majeur lors d'une manche de Coupe du monde à Embrun en 1992, durant laquelle elle termine quatrième. Elle remporte peu après son premier triathlon, à Salvador. Championne de France sur la distance sprint en 1992, elle termine troisième des championnats de France sur la distance olympique. L'année suivante, elle ne peut pas défendre pleinement ses chances sur le championnat national, à cause d'une intoxication alimentaire.
Lors des championnats du monde de triathlon longue distance 1996, Sophie Delemer, troisième du championnat d'Europe, est sacrée vice-championne du monde. La même année, elle est sacrée championne de France courte distance, notamment grâce à la partie cycliste,. En 1998, elle est sacrée championne de France longue distance, lors du triathlon international de Nice. Trois ans plus tard, la licenciée au Beauvais Triathlon réédite cette performance, décrochant son deuxième titre. 
Les années 2000 voient le délaissement de la courte distance à la longue distance pour Sophie Delemer. Elle termine cinquième des championnats du monde longue distance en 2002. Elle remporte l'Ironman France en 2004. Souffrant de problèmes de tachycardie depuis deux ans, Sophie Delemer annonce sa retraite sportive en 2006,.

### Autre pratique sportive
En 1993, Sophie Delemer participe au Tour de France féminin, dans la même équipe que la multiple championne Jeannie Longo.

## Palmarès
Le tableau présente les résultats les plus significatifs (podium) obtenus sur le circuit national et international de triathlon depuis 1988,.
| Année | Compétition                                       | Pays       | Position | Temps           |
| ----- | ------------------------------------------------- | ---------- | -------- | --------------- |
| 2005  | Ironman 70.3 Monaco                               | Monaco     |          | 5 h 21 min 50 s |
| 2004  | Ironman Western Australia                         | Australie  |          | 9 h 38 min 56 s |
| 2004  | Ironman France                                    | France     |          | 10 h 4 min 30 s |
| 2002  | Championnats du monde longue distance par Équipes | France     |          |                 |
| 2001  | Triathlon International de Nice                   | France     |          | 7 h 14 min 14 s |
| 2001  | Championnat de France                             | France     |          | Timing          |
| 2001  | Championnat de France longue distance             | France     |          | Timing          |
| 1999  | Championnat de France                             | France     |          | Timing          |
| 1998  | Triathlon International de Nice                   | France     |          | Timing          |
| 1998  | Championnat de France longue distance             | France     |          | Timing          |
| 1997  | Championnat de France                             | France     |          | Timing          |
| 1996  | Championnat du monde longue distance              | États-Unis |          | 4 h 12 min 14 s |
| 1996  | Championnat d'Europe                              | France     |          | 2 h 1 min 15 s  |
| 1996  | Championnat de France distance olympique          | France     |          | 2 h 12 min 46 s |
| 1993  | Championnat de France distance olympique          | France     |          | 2 h 28 min 37 s |
| 1992  | Championnat de France sprint                      | France     |          | Timing          |
| 1988  | Triathlon International des Hautes Vosges         | France     |          | Timing          |